# NGC 6035
NGC 6035 est une galaxie spirale barrée située dans la constellation d'Hercule. Sa vitesse par rapport au fond diffus cosmologique est de 4 844 ± 6 km/s, ce qui correspond à une distance de Hubble de 71,5 ± 5,0 Mpc (∼233 millions d'al). NGC 6035 a été découverte par l'astronome français Édouard Stephan en 1880.
La classe de luminosité de NGC 6035 est III et elle présente une large raie HI.
À ce jour, une mesure non basée sur le décalage vers le rouge (redshift) donne une distance d'environ 35,100 Mpc (∼114 millions d'al). Cette valeur est loin à l'extérieur des valeurs de la distance de Hubble.
NGC 6035 est un membre du superamas d'Hercule.